# Музей-квартира Тимирязева
Мемориа́льный музей-квартира Климента Арка́дьевича Тимиря́зева — музей учёного-физиолога Климента Тимирязева, основанный как мемориальный кабинет в 1942 году. Принадлежит Московской сельскохозяйственной академии. Расположен по адресу Романов переулок, дом 4 строение 2 во флигеле бывшего доходного дома. Экспозиция музея состоит из более 29 тысяч экспонатов, среди которых книги из научной библиотеки Тимирязева, антикварная мебель и художественные работы.

## Здание

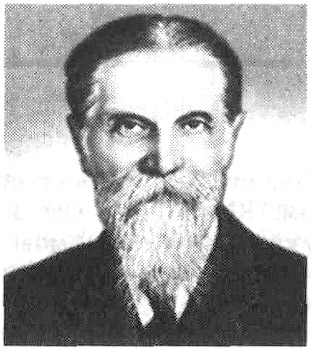
Портрет Климента Тимирязева, 1900

Доходный дом на Воздвиженке построил в конце XIX века архитектор Василий Белокрыльцев.
Рядом с основным зданием был возведён жилой флигель, где с 1899 по 1920 годы проживал Климент Тимирязев. Изначально профессор жил на пятом этаже, но через несколько лет из-за проблем с сердцем переехал на первый. Советский писатель и литературовед Алексей Югов дал следующую характеристику быту семьи:
Жили Тимирязевы скромно, почти бедно. <...> Квартира была сырая, внизу под нею был холодный подвал, служивший одно время ледником. Солнце попадало сюда лишь на закате, да и то только в одну из комнат.

## Основание музея

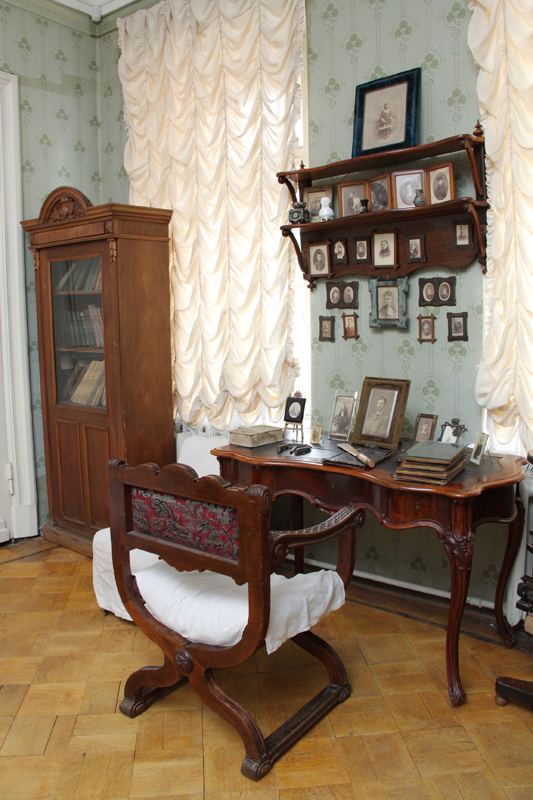
Интерьеры квартиры-музея

После смерти Тимирязева в 1920-м году в квартире продолжали жить вдова и приёмный сын профессора, физик Аркадий Тимирязев. Семья стремилась сохранить обстановку квартиры такой, какой она была при жизни профессора. В 1942 году, по постановлению Наркомпроса РСФСР от 1920 года, в квартире был создан мемориальный кабинет Климента Тимирязева. Через четыре года учреждение перешло в ведение Московской сельскохозяйственной академии имени Тимирязева. В 1955-м Аркадий Тимирязев передал всю собственность квартиры во владение мемориальному музею.
На начало 2018 года, музей занимает весь первый этаж.

В начале 2000-х в здании была проведена реконструкция, в результате которой музей получил дополнительную комнату размером 12 метров, а также отремонтированные служебные помещения. Однако в ходе ремонта сотрудники музея обвинили директора Алексея Дручека в нарушении принципа мемориальности музея. 
По его просьбе были заменены входные двери в музей и напротив музея. Уничтожены таблички с номерами квартир. Большим изменениям подверглась кухня. Дручек решил поставить плиту, которой никогда у Тимирязева не было. Очень большой потерей мы считаем уничтожение уличного холодильника. Вряд ли найдется в Москве дом, где бы был такой холодильник.Тамара Кузнецова, экс-директор музея

## Экспозиция

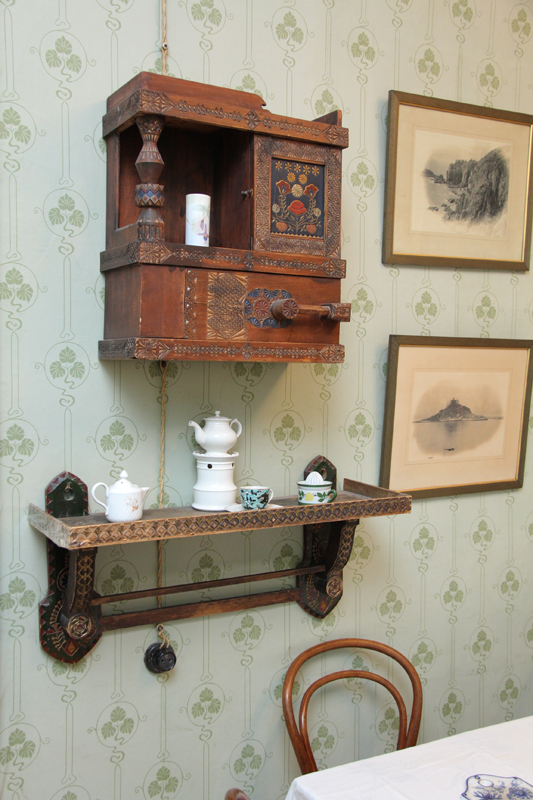
Интерьеры мемориального кабинета

Коллекция мемориальной квартиры насчитывает более 29 тысяч экспонатов, включая антикварную мебель, богатую библиотеку профессора, а также личные вещи семьи.
Экскурсия по музею начинается с исторической справки об истории рода Тимирязевых, корни которого уходят к древним татарским князям. В прихожей находятся два шкафа, вешалка, тумбочка и телефон. Основная часть коллекции располагается в бывшем кабинете учёного: письменный стол, на котором лежат книги и фотографии, а также книжные шкафы с богатой библиотекой, включающей в себя труды учёных Ян Баптиста ван Гельмонта, Жана Сенебье и Яна Ингенхауза. В кабинете висят портреты химика Лотар Мейер, лингвиста Фердинанда де Соссюра, физика Исаака Ньютона и других учёных. В комнате также хранятся научные и учебные приборы, мантия и дипломы профессора. У окна стоит вольтеровское кресло, в котором сидели частые гости Тимирязева: Лев Толстой, Максим Горький, Исаак Левитан, Иван Павлов. В правом углу расположен высокий стол, за которым учёный работал стоя после тяжелой болезни в 1909—1910-х годах.
Экспозиция продолжается в гостиной, где представлен рояль учёного. За гостиной следует кабинет Аркадия Тимирязева, в котором действует постоянная выставка, посвящённая научной работе Чарльза Дарвина и Тимирязева. Тимирязев так вспоминал о личной встрече с английским биологом:
<...> всего более поражал его тон, когда он говорил о собственных исследованиях; это не был тон авторитета, законодателя научной мысли, который не может не сознавать, что каждое его слово ловится на лету, — это был тон человека, который скромно, почти робко, как бы постоянно оправдываясь, отстаивает свою идею, добросовестно взвешивает самые мелкие возражения, являющиеся из далеко не авторитетных источников.
Фотолаборатория совмещена со спальней Аркадия Тимирязева. Здесь хранятся фотографии, отснятые Климентом и его сыном, а также две медали за мастерство фотосъёмки. Отсюда можно попасть в спальню Климента и Александры Тимирязевых, в которой сохранились бытовые вещи: шкаф-тумба, кровать, этажерка. Спальня соединена с коридором, в котором действует постоянная выставка «К. А. Тимирязев — сегодня», состоящая из научных и публицистических материалов об учёном, картин и личных фотографий.